# Nati nel 950
| Questa pagina contiene informazioni ricavate automaticamente dalle voci biografiche con l'ausilio del template Bio e di un bot. L'aggiornamento è periodico e automatico e ricostruisce completamente la pagina. Se manca una persona in questa lista, sei pregato di non aggiungerla, ma accertati piuttosto che la sua voce biografica contenga il template Bio e che i dati anagrafici siano correttamente compilati. Se il template Bio manca, inseriscilo tu stesso o, in alternativa, metti l'avviso {{tmp\|Bio}} che ne segnala la mancanza. Se i dati riportati sono sbagliati, correggi direttamente la voce biografica; le modifiche saranno visibili in questa lista entro pochi giorni. Per chiarimenti vedi il progetto biografie. La lista contiene solo le 10 persone che sono citate nell'enciclopedia e per le quali è stato implementato correttamente il template Bio. Pagina aggiornata al 10 feb 2025. |

- 12 giugno - Reizei, imperatore giapponese († 1011)
- Al-Baqillani, teologo e giurista arabo († 1013)
- Burcardo di Worms, vescovo e giurista tedesco († 1025)
- Enrico di Schweinfurt, nobile tedesco († 1017)
- Hanoch ben Moses, rabbino e teologo arabo († 1024)
- Lamberto I di Lovanio, nobile fiammingo († 1015)
- Lotario Udo I di Stade, nobile tedesco († 994)
- Notker III di San Gallo, abate, scrittore e traduttore tedesco († 1022)
- Sarolta d'Ungheria, ungherese († 1008)
- Ibn Yunus, astronomo egiziano († 1009)